# Bokmål
Bokmål (ISO 639-3: nob; dosl. „knjiški govor”), katkad zvan i riksmål („govor kraljevstva”), jedan je od dva pisana standarda norveškoga jezika, od kojih je drugi nynorsk. 
Bokmål je blizak danskomu jeziku 19. stoljeća, iz kojega i potječe. Od dva oblika norveškog standarda, bokmål je stariji i rasprostranjeniji među govornicima. Prema procjenama, njime se služi 85 – 90 % stanovništva u Norveškoj. Iznimka su zapadni dijelovi Norveške, gdje se većina govornika služi nynorskom. Bokmål je time i inačica norveškog pisanog jezika koju najčešće uče strani učenici i doseljenici. Konzervativnija pravopisna norma poznatija kao riksmål inačica je bokmåla, a upotrebljavaju je ponajviše novinari i spisatelji.

## Povijest
Prvi pravopis bokmåla službeno je usvojen 1907. s imenom riksmål, a na njemu se radilo od 1879. godine. Predstavljao je danski jezik prilagođen norveškom izgovoru i lokalnim govorima, za čime je težnja i dalje postojala zbog bivše Kalmarske unije, nakon koje je danski u Norveškoj nastavio biti jezik učene, gradske elite. Kada je konzervativni list Aftenposten 1923. počeo objavljivati tekstove na novome pravopisu, danski je jezik počeo izlaziti iz uporabe.
Ime bokmål službeno je usvojeno 1929. godine, a predložene su i radikalnije jezične reforme kako bi se u budućnosti obje inačice ujedinile u standard tada nazivan samnorsk. Ovoj su se reformi, međutim, protivili intelektualci, koji su zagovarali starije norme bliže danskome i riksmål. Nakon Drugog svjetskog rata pojačala se borba protiv zbližavanja dviju standarda u samnorsk, pa su naknadne jezične reforme u bokmålu ponovno počele težiti konzervativnom standardu. Ipak, danas je dozvoljen širok spektar pravopisnih oblika, od kojih neki zaprimaju mnoga obilježja nynorska i začetih (ali ukinutih) normi samnorska.
U školama je za vrijeme Drugog svjetskog rata naglo pao broj učenika riksmåla/bokmåla, a nynorsk je učilo više od jedne trećine učenika. Nakon rata došlo je do novih jezičnih reformi, bokmål je ponovno populariziran i bilježio je stalni porast. Danas se taj jezični oblik poučava u gotovo 90 % norveških osnovnih škola, a nynorsk je popularniji jezični oblik u regijama na zapadu Norveške.
Jedan je od dva standarda norveškog makrojezika [nor].

## Vanjske poveznice
- Ethnologue (14th)
- Ethnologue (15th)